# Elizabeth Gillies
Elizabeth Egan "Liz" Gillies, född 26 juli 1993 i Haworth i Bergen County, New Jersey, är en amerikansk skådespelare och sångare. Hon är mest känd för att spela Jade West i Nickelodeon-tv-serien Victorious. Hon har även spelat en roll vid namn Lucy i Broadway-musikalen "13" tillsammans med Victorious-kollegan Ariana Grande.
Hon hade en huvudroll i serien Sex&Drugs&Rock&Roll, som sändes i FX (TV-kanal). Sedan 2017 har Gillies spelat huvudrollen som Fallon Carrington i Dynasty.
År 2017 rollbesätts Gillies som Fallon Carrington i serien Dynasty. Efter att Nicollette Sheridan lämnade rollen som Fallons mamma Alexis Carrington nära slutet av andra säsongen, började Gillies spela karaktären tillfälligt, samt fortsatte att framställa Fallon.

## Privatliv
Den 8 augusti 2020 gifte sig Gillies med musikproducenten Michael Corcoran vid en privat ceremoni i New Jersey.

## Filmografi

### Film
| År   | Titel                                     | Roll          | Anteckningar |
| ---- | ----------------------------------------- | ------------- | ------------ |
| 2008 | Harold                                    | Evelyn Taylor |              |
| 2008 | The Clique                                | Shelby Wexler |              |
| 2012 | Winx Club: The Secret of the Lost Kingdom | Daphne        | Röstroll     |
| 2014 | Animal                                    | Mandy         |              |
| 2015 | Ett päron till farsa: Nästa generation    | Heather       |              |

### Tv
| År        | Titel                       | Roll                                         | Anteckningar                                                   |
| --------- | --------------------------- | -------------------------------------------- | -------------------------------------------------------------- |
| 2007      | The Black Donnellys         | Unga Jenny                                   | 3 avsnitt                                                      |
| 2010–2013 | Victorious                  | Jade West                                    | Huvudroll                                                      |
| 2011      | Icarly                      | Jade West                                    | Crossover special                                              |
| 2011      | Big Time Rush               | Heather Fox                                  |                                                                |
| 2011–2015 | Winx Club                   | Daphne                                       | Röstroll; 24 avsnitt                                           |
| 2012      | White Collar                | Chloe Woods                                  |                                                                |
| 2013      | The Exes                    | Tracy Cooper                                 |                                                                |
| 2014      | Sam & Cat                   | Jade West                                    |                                                                |
| 2015–2016 | Sex&Drugs&Rock&Roll         | Gigi                                         | Huvudroll                                                      |
| 2015      | Pingvinerna från Madagaskar | Sångare                                      | Röstroll                                                       |
| 2015      | American Dad!               | Lena Horne                                   | Röstroll                                                       |
| 2017–     | Dynasty                     | Fallon Carrington / Alexis Carrington (2019) | Huvudroll; regissör, avsnitt: "A Good Marriage in Every Sense" |
| 2018      | Robot Chicken               | Sun Baby, Marie "Slim" Browning              | Röstroll                                                       |
| 2019      | Welcome to the Wayne        | Parana Sycamore                              | Röstroll                                                       |